# 本川達雄

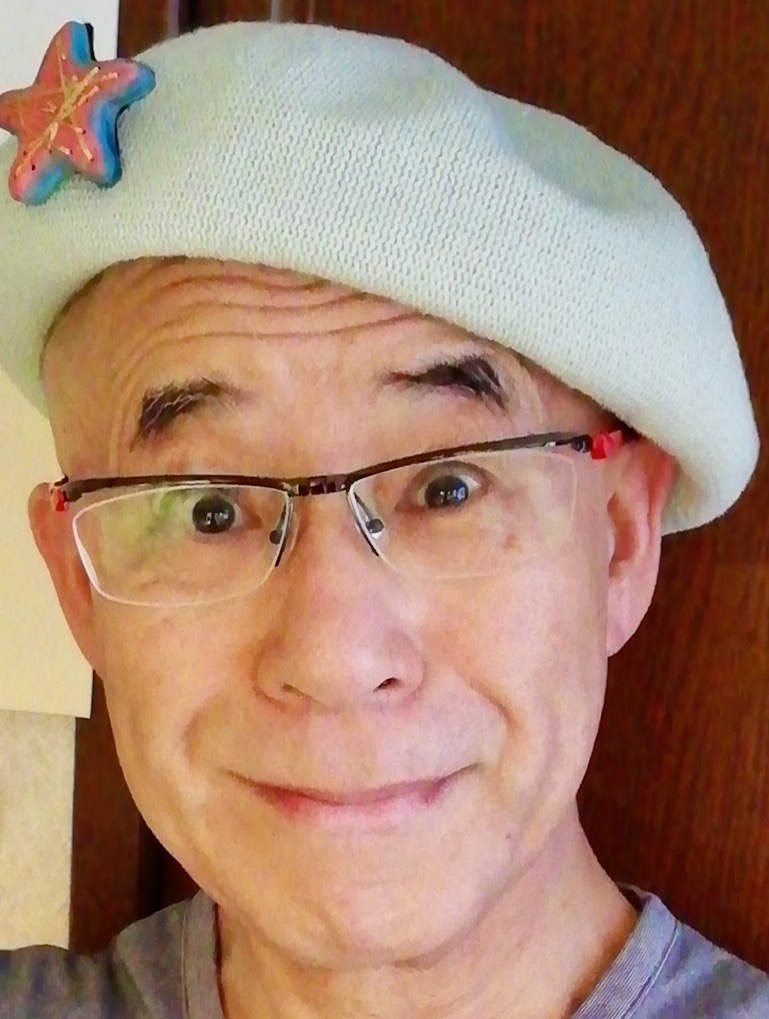
本川達雄

本川 達雄（もとかわ たつお、1948年4月9日 - ）は、日本の生物学者、シンガーソングライター。東京工業大学名誉教授。専攻は動物生理学。

## 来歴
1948年、宮城県仙台市で生理学者の本川弘一（後に東北大学総長）の息子として生まれる。宮城県仙台第一高等学校を経て、1971年、東京大学理学部生物学科（動物学）卒業。東京大学助手、琉球大学助教授、デューク大学客員助教授を経て、1991年より2014年まで東京工業大学教授。

## 研究
研究対象は、キャッチ結合組織や、ホヤを題材にしたサイズの生物学(アロメトリー)など。キャッチ結合組織とは硬さが素早く変わる結合組織で、棘皮動物にのみ見られるもの。この組織が棘皮動物5つの綱すべてで働いていることを示し、硬さ変化の機構や変化の神経制御など、この分野を切り開いて行ったことで、世界の棘皮動物学者の間で名高い。無脊椎動物学の定評のある教科書Ruppert,Fox,Barunes『Invertebrate Zoology』や動物生理学の名高い教科書Knut Schmidt-Nielsen『Animal Physiology』でも本川の仕事が大きく紹介されている。日本の棘皮動物研究集会は、彼が中心になって立ち上げたものである。
琉球大学時代に、一般教育の授業を多く担当していたこと、東京工業大学では一般教育生物学の教授だったことから、「良い社会人になるための生物学」とはどのようなものかを考えながら授業をしていた。その講義録を一般向けの生物学の本として出版しており、多数の著書がある。中でも、アロメトリーという日本でなじみの少ない学問を平易に解説した『ゾウの時間ネズミの時間』(中公新書)はベストセラーになった。高校生物の教科書や参考書も執筆している。一時期、小学校の国語の教科書に本川の文章が掲載されており、その内容を著者が出前授業をするという形で、100校を超す小学校で授業を行った。2019年に出版した『生きものとは何か』（ちくまプリマー新書）では、出前授業の様子が再現されおり、また、なぜ出前授業をするのか、さらにそれと関連させて自身の生命観を包み隠さず披露している。

## 歌う生物学者
また、彼は「歌う生物学者」としても知られている。琉球大学時代には瀬底音頭（瀬底島は琉球大学の臨海実験所、現在は熱帯海洋センターがある）や千原音頭（千原は琉球大学の現在の所在地）を学内で歌い、池原貞雄退官の際は「いけいけ池原」、原田市太郎の時は「原市スピリット」を献歌。また講義内容をまとめた歌として「サンゴのタンゴ」や「微小管はすべる」などを作った。いずれも本人の作詞作曲である。1983年にそれらの歌を夫人のピアノ伴奏付でカセットテープに収め、歌詞カード付で日本動物学会の全国大会にて配布、残部は大学内の教師陣に配った。その後も講義で歌って聴かせる以外にもあちこちで宣伝、たとえば「生物学の知識を歌にして覚える」という学習方法を提唱しており、作った歌をまとめた『歌う生物学 必修編』（70曲入りCD3枚付き）を出している。この本はアメリカの科学週刊誌Scienceに『Songs of Life』として紹介された。
なお、彼は受験参考書として有名な『チャート式生物学I』『チャート式生物学II』も執筆しているが、『II』の巻末にはやはり氏の作詞作曲による「人類進化のうた」が掲載されている。啓林館の検定教科書高校生物の著者でもあり、巻頭に彼の歌の楽譜が載っている教科書もあった。
本川はキャッチ結合組織を世界の動物学者の間に広く知ってもらうおうとして、キャッチ結合組織の英語のコマーシャルソング『Song of catch connective tissue』を作っている。彼はこれを1987年にカナダのビクトリアで開かれた国際棘皮動物学会議で歌った（この学会では、彼は招待講演者として自身のキャッチ結合組織の仕事の話をしている）。この歌は、その後のフランスのディジョンや名古屋の国際棘皮動物学会議においても、参加者からリクエストがあって歌われた。この歌の楽譜は、彼のキャッチ結合組織に関する総説の末尾ににSummaryとして掲載されている。英語の曲は他にも何曲かあり、BBCの番組『Horizon』（New Alchemistの回,1993）で"I am a starfish, Queen of the Sea"を披露し、これはテレビ情報誌で高く評価された。NHK教育テレビ『人間大学』（30分、12回）では、毎回自作の歌を1曲歌い、最終回はまとめと称して歌番組にした。東工大の1年生の『基礎生物学』をCSで高校と高専で視聴できるようにし、ここでも最終回はバックバンドを入れて『That's edutainment』という歌番組を行うのを定例としていた。
テレビ番組に出演する際も、これらの歌を自ら歌っており、「ナマコ天国」をNHK『爆笑問題のニッポンの教養』で、「生き物は円柱形」を、テレビ朝日『徹子の部屋』・『題名のない音楽会』、TBS系『あらびき団』などで披露した。NHKラジオ第一放送『ラジオ深夜便』https://www4.nhk.or.jp/shinyabin/で2018年より2025年3月10日まで、約7年にわたって第2月曜日に「歌う生物学」を15分ほど担当しており、このコーナーでも最後に歌を披露していた（ほぼ毎回新曲）。

## 書籍

### 単著
- 『サンゴ礁の生物たち―共生と適応の生物学』中公新書　1985年
- 『ゾウの時間 ネズミの時間―サイズの生物学』中公新書　1992年
- 『歌う生物学』講談社　1993
- 『時間―生物の視点とヒトの生き方』NHKライブラリー　1996年
- 『生きものは円柱形―時代を拓く生物の発想』NHKライブラリー　1998年
- 『ナマケモノの不思議な生きる術―生き物たちの驚きのシステム』講談社プラスアルファ文庫　1998年
- 『歌う生物学 必修編』（2002年、阪急コミュニケーションズ）
- 『おまけの人生』（2005年、阪急コミュニケーションズ）のち文芸社文庫
- 『「長生き」が地球を滅ぼす ― 現代人の時間とエネルギー』（2006年、阪急コミュニケーションズ） のち文芸社文庫
- 『サンゴとサンゴ礁のはなし 南の海のふしぎな生態系』中公新書　2008
- 『世界平和はナマコとともに』（2009年、阪急コミュニケーションズ）
- 『生物学的文明論』新潮新書　2011年
- 『生物多様性　「私」から考える進化・遺伝・生態系』中公新書、2015
- 『人間にとって寿命とはなにか』角川新書 2016
- 『ウニはすごいバッタもすごい デザインの生物学』中公新書 2017
- 『生きものは円柱形』NHK出版新書　2017年(NHKライブラリー版の加筆・再編集版)
- 『生きものとは何か』ちくまプリマー新書 2019年
- 『ラジオ深夜便　うたう生物学』集英社インターナショナル 2022年
- 『ウマは走る ヒトはコケる　歩く・飛ぶ・泳ぐ生物学』中公新書 2024

### 共編著
- 『ヒトデ学―棘皮動物のミラクルワールド』東海大学出版会　2001
- 『ナマコガイドブック』今岡亨,楚山勇共著 阪急コミュニケーションズ 2003
- 『ウニ学』（2009年、東海大学出版会）

### 絵本
- 『サンゴしょうの海』松岡達英絵 福音館書店 たくさんのふしぎ傑作集　1992
- 『絵ときゾウの時間とネズミの時間』あべ弘士絵 福音館書店 たくさんのふしぎ傑作集　1994
- 『生きものいっぱいゆたかなちきゅう』ワタナベケンイチ絵 そうえん社 2008
- 『絵とき生きものは円柱形』やまもとちかひと絵 福音館書店 たくさんのふしぎ傑作集 2011
- 『ナマコ天国』こしだミカ絵 偕成社 2019

### 翻訳
- チャールズ・R.C.シェパード『サンゴ礁の自然誌』平河出版社 1986
- スティーヴン・ウェインライト『生物の形とバイオメカニクス』東海大学出版会 1989
- バーンズ、カロウ、オリーヴ、ゴールディング、スパイサー『図説無脊椎動物学』監訳 朝倉書店 2009

## ディスコグラフィー
- ゾウの時間ネズミの時間―歌う生物学（1995年、日本コロムビア）

## 受賞歴
講談社出版文化賞科学出版賞 1993
手島記念研究賞著述賞 1993
東京工業大学教育賞 2005
科学技術分野の文部科学大臣表彰科学技術賞理解増進部門 2007
日本動物学会教育賞 2014

## 注
1. ↑  『現代日本人名録』2002年
2. ↑   生きものとは何か. ちくまプリマー新書. 筑摩書房. (2019)
3. ↑   こくご　二年（上）　たんぽぽ. 光村図書. (2002)
4. ↑   国語五　銀河. 光村図書. (2011)
5. ↑  “Songs of Life”. Science 300:  40. (2003).
6. ↑  太田次郎・丸山工作, ed (1997). 高等学校生物IA　改訂版. 啓林館
7. ↑  Motokawa, T. (1988). Burke, R.D. et al.. ed. Echinoderm Biology. Balkema
8. ↑   Smart moves with spaghetti. Evening Standard TV Review. (1993年5月)
9. ↑   NHK人間大学1995年5−6月期放送テキスト「生物のデザイン」. NHK出版. (1995)